# Nagykapornak
Nagykapornak è un comune dell'Ungheria di 948 abitanti (dati 2001). È situato nella contea di Zala.